# Konalbumina
Konalbumina – rodzaj białka z grupy albumin występującego w białku jaja kurzego. Wykazuje właściwości antybakteryjne dzięki dużemu powinowactwu do żelaza oraz innych metali, jak Co, Cu, Zn, Al, co czyni jony tych metali niedostępnymi dla bakterii. Stabilność kompleksu konalbuminy z danym pierwiastkiem zależy od jego rodzaju i pH. Zakres działania antybakteryjnego jest ograniczony jedynie do bakterii wymagających żelaza do swojego rozwoju.